# Ayr (Nebraska)
Ayr è un comune degli Stati Uniti d'America, situato in Nebraska, nella contea di Adams.